# Thuyền hình
Scaphism (hay thả trôi sông) là một trong những phương pháp tra tấn sử dụng trong xã hội Ba Tư cổ xưa. Người ta sẽ nhét tù nhân vào bên trong một thân cây. Đầu, hai tay và hai chân nhô ra ngoài. Sau đó, các tù nhân sẽ bị ném vào một ao tù nơi có nhiều côn trùng, vi sinh khuẩn sinh sống. Những sinh vật đó sẽ bắt đầu chui vào trong cơ thể các nạn nhân sống. Hoặc những tù nhân nguy hiểm hơn sẽ bị trét mật ong mặt cho ong chích đến chết nhưng sẽ không đem chôn liền mà phải đợi xác chết thối rữa thì mới chôn. Tù nhân sẽ phải thụ án đến 2 tuần.